# Atyrau
Atyrau (kazakiska, till 1991 även ryska: Атырау) är den främsta hamnstaden i Kazakstan, belägen där Uralfloden rinner ut i Kaspiska havet. Den har cirka 200 000 invånare och är huvudstad i provinsen Atyrau. Staden fungerar som bas för utvinning av olja ur världens näst största oljefält, Tengiz, som ligger 350 kilometer söder om staden. Atyrau grundades år 1645 som en rysk militärbas under namnet Gurjev (ryska: Гурьев). Den hette en kort tid under 1920-talet Tjapajev efter den bolsjevikiske röda armébefälhavaren Vasilij Tjapajev (1887–1919), och fick sitt nuvarande namn 1991.

## Sport
- FK Atyrau

## Vänorter
- Aqtau, Kazakstan
- Oral, Kazakstan
- Aqtöbe, Kazakstan
- Astrachan, Ryssland
- Syktyvkar, Ryssland
- Ashdod, Israel
- Aberdeen, Storbritannien